# Les Voraces (téléfilm)
Pour les articles homonymes, voir Les Voraces.
Les Voraces est un téléfilm documentaire sociologique français sur l'éducation en banlieue réalisé par Jean Rousselot, diffusé en mai 2010[réf. nécessaire] sur France Télévision.

## Synopsis
Des élèves de première et de terminale ont décidé de saisir la chance que leur offrent trois professeurs déterminés à les aider à acquérir en un temps record un bagage culturel riche et unique.
En devenant « voraces », ces lycéens augmentent-ils leurs chances d’être plus tard des hommes et des femmes libres ? À travers leurs rencontres avec les intellectuels de tout premier plan, des témoins de l’histoire contemporaine, des sorties aux musées, des soirées au théâtre, les Voraces mettent à mal un certain nombre de clichés.